# Ефект Рамана
Ефект Рамана (рос. эффект Рамана, англ. Raman effect) — зміна частоти світла при його розсіюванні. Коли світло з частотою ν0 розсіюється молекулами речовини з частотами коливань νі , розсіяне світло має частоти ν, що визначаються рівнянням:
ν= ν0± νі
Такий спектр називається раманівським спектром.